# Coprologia
Coprologia ou escatologia é um ramo da biologia e da medicina que estuda as fezes. Mais especificamente, trata-se do estudo das fezes humanas com objetivo de auxiliar no diagnóstico e prognóstico de doenças do sistema digestivo (renomeado "sistema digestório"). As palavras derivam do grego σκωρ (sko̱r; genitivo σκατος, skatos) e κόπρος (kópros), que significam "fezes", e λóγος (logos), que significa "estudo".

## Perspectiva geral

### Conceito médico
Os estudos relacionados à coprologia/escatologia permitem determinar um vasto leque de informações biológicas sobre uma criatura, incluindo sua dieta (bem como seu habitat), saúde, e doenças tal como tênias. Porque, as fezes, são o resultado do processo de digestão dos alimentos ingeridos e absorção dos nutrientes, resultando em que um mínimo de substâncias nutritivas cheguem até o ceco. Progressivamente, o número de bactérias cresce, e o teor líquido se reduz, até a formação das fezes normais, que, ao serem eliminadas, são moldadas pelo esfíncter anal.

### Conceito psicológico
Na psicologia, uma "escatologia" é um tipo de obsessão na qual pode ocorrer excreção ou excremento, ou o estudo de tais obsessões.

### Conceito sexológico
No contexto sexual, "escatologia" se refere a atos sexuais conduzidos com o uso de excremento do ser humano, ou outros tipos.

### Conceito literário
Em literatura, "escatologia" comumente descreve trabalhos que fazem referência particular a excreção ou para excremento, assim como a piadas ou humor de banheiro.

## Análise clínica
O exame de fezes pode ter as seguintes finalidades:
- O estudo das funções digestivas.
- A dosagem da gordura fecal.
- A pesquisa de sangue oculto.
- A pesquisa de parasitas (protozoários e helmintos).
- O estudo bacteriológico ou coprocultura.

Os resultados do processo de digestão podem ser estudados através do exame coprológico funcional incluindo o exame químico, o qual é constituído por avaliação macroscópica, microscópica e química; por este método, podem-se determinar a presença de aceleração ou diminuição do trânsito intestinal, bem como detectar insuficiências digestivas de origem gástrica, bilear, do intestino delgado ou cólon.
A pesquisa de sangue oculto é importante na avaliação das anemias crônicas, detectando por metodologia química ou imunológica a presença de sangue, misturado às fezes e em quantidades indetectáveis a olho nu. Este exame é auxiliar no diagnóstico do câncer do cólon, e na avaliação de lesões sangrantes da mucosa das porções baixas do trato digestivo.
O diagnóstico etiológico dos parasitas intestinais é fundamental para seu tratamento rápido e adequado.
Diversos parasitas e comensais do tubo intestinal humano  podem ser detectados através do exame parasitológico de fezes, dentre eles a Giardia lamblia, a Entamoeba histolytica e diversos helmintos (conhecidos popularmente como vermes), tais como a Taenia solium e Taenia saginata (conhecidas como solitárias) e os ancilostomídeos (Necator americanus e Ancylostoma duodenale), causadores do popular amarelão.
O estudo bacteriológico permite a detecção, por metodologias microbiológicas padronizadas, de diversas bactérias enteropatogênicas associadas a surtos de diarreia alimentar — como as Salmonellas e Shighellas —, ou a endemias mundiais, como o Vibrio cholerae.

## Proposta para leitura
Provavelmente o estudo mais compreensivo de escatologia foi o documentado por John Gregory Bourke sob o título (em Inglês) Scatalogic Rites of All Nations (1891). Uma versão abreviada do trabalho foi publicada como Escatologia Portátil, editado por Louis P. Kaplan e com prefácio por Sigmund Freud; Nova Iorque: William Morrow and Company (1994).